# Preboggion
Il preboggión (in ligure) o prebuggiún ( IPA [prebu'ʤuŋ] )  è una miscela di erbe spontanee tipiche della cucina ligure. Esso consiste in un insieme di erbe selvatiche cucinate mediante una breve bollitura, utilizzate per minestre, frittate, torte ma in particolare per il ripieno dei pansoti che vanno conditi con la salsa di noci.

## Etimologia
Preboggion è un termine della lingua ligure non traducibile letteralmente in italiano: esso deriva probabilmente dal verbo preboggî (in ligure), (prebugî, IPA [prebu'ʤiː]) che significa "pre-bollire", in senso culinario, quindi una sorta di "scottato da bollitura".
A Sori il termine "prebuggiun" invece significa "mescolanza" e si usa anche per indicare un insieme confuso di tante cose: pertanto esiste il termine di traduzione letterale italiana: "mescolanza". La parola in questione è tipica, grossomodo, della sola provincia genovese, in quanto, seppur oggi conosciuta anche nel Ponente e nello Spezzino, in quelle zone si usano altri termini per indicare il misto di erbe spontanee.
Anche in zone marginali della provincia di Genova il termine non è tradizionale, come prova il fatto che è stato recepito in modo errato: ad esempio nelle valli Trebbia e Aveto "prebuggiun" indica un piatto a base di patate lesse condite con soffritto di cipolle e nel quale mai o solo raramente compaiono erbe spontanee; in alta Val Graveglia il termine indica invece un minestrone a base di ortaggi coltivati.
Per influsso genovese, il termine "prebuggiun" è stato recepito, ma in modo erroneo, anche in alcune zone occidentali dello Spezzino: in alcune località dell'alta Val di Vara (Castello di Carro, Maissana e dintorni, parte est del comune di Varese L.), Monterosso al Mare, il significato è quello di minestrone; a Levanto e dintorni "prebuggiun" indica, invece, i fiori di zucca (altrove nello Spezzino chiamati barbugiun, termine che ricompare anche a Bonassola e che quindi, con ogni probabilità, era tradizionale anche a Levanto, dove poi fu sostituito dalla parola genovese dal suono simile). Per le erbe spontanee il termine antico dell'intera provincia della Spezia è quello lunigianese di "erbi" o "erbeti" o, in alta Val di Vara, "erbe" o "erbette", mentre il termine genovese è tradizionale solo nei comuni di Deiva Marina e Framura.
Nelle alte valli Taro e Ceno (PR) "prebojon" indica un "mazzo di erbaggi per minestrone" (E. Rulli, "Dizionario enciclopedico della parlata ligure delle alte valli del Taro e del Ceno", Compiano 2003).
Credenza popolare vuole che il nome prebuggiun derivi dal fatto che durante l'assedio di Gerusalemme, alcuni vassalli di Goffredo di Buglione chiedessero di raccogliere le erbe per preparare la minestra al loro condottiero e alle sue truppe (pro Buglionis) a corto di viveri.

## Ingredienti
Ogni zona della Liguria ha proprie erbe, che compongono il prebugiun:
- Amarago, Urospermum dalechampii, grugno, lattugaccio di Daléchamps; chiamata bunommi o beliommi a Chiavari, bell'omu a Recco, belommu a Levanto, brichetti ad Albisola, grasciaporchi a Dolceacqua, cardelle a Camporosso, cardella o cardellirla a Bordighera.  Si fa anche in insalata nella Valle Argentina e in Val Nervia. Sapore: molto amaro.
- Bietola di prato, (lig. gè - Beta vulgaris);
- Borragine, (lig. boraxe - Borago officinalis), sapore sapido-neutro;
- Cicerbita (lig. scixèrbua - Sonchus oleraceus); chiamata scixerbôa a Genova e Recco, lacciussa e lacciussola in Valle Arroscia, acciussola a Porto Maurizio, scurzoere o quarlatti a Nava, strugion a Mortola, cardella o cardellina a Bordighera, laiciusso o sèrbixe a Diano, lacciansòn a Savona, laciansùn a San Bernardo, seserbde a Sarzana, laciusa a Chiavari, dèvure a Finalborgo, cardella dumestega a Dolceacqua, lacette a Bardineto, acciciora a Montalto, lattussa a Levanto e mascherpin a Ovada. Sapore: leggermente amaro, descritto come tipo nocciola.
- Cicoria, (lig. radicion - Cichorium intybus), sapore amaro;
- Dente di leone, Leontodon hispidus; chiamata tageinetti a Levanto. Si può anche fare in insalata. La radice tostata è un surrogato del caffè. Sapore: amaro.
- Grattalingua, (lig. [rat]talêgua - Reichardia picroides); chiamata gattalevre, lattalepre a Savona, lattalaegua, gattalaegua, rattalaegua, attalaegua a Genova, grattalaegua in Val Polcevera, rattaleve a Voltri, laitilaegue, laegue a Chiavari, taleaegua a Recco, talaegue a Lavagna, lataléve a Stella, italiaòa a Cogorno, tadèlua a Noli, teracrèpoli a Santa Margherita, acciussola, Acciussora a Porto Maurizio, scapperoni, scapiroi, scapirui a Bordighera e in Val Nervia, screppue a Levanto, sapore saporito-dolce.
- Ortica, (lig. ortiga - Urtica dioica);
- Papavero,  (lig. papavao - Papaver rhoeas); chiamato papavau a Genova e Recco, papavaru a Pigna, baxadonna a Ronco Scrivia, Savona e Porto Maurizio, rosanella a Bordighera, fantineti a Sanremo, rusuele a Levanto. Il papavero è usato anche come blando sedativo in infuso nella Valle Argentina e Valle dell'Orba. Sapore: insipido o leggermente amaro.
- Radicchio selvatico, (lig. denti de coniggio - Hyoseris radiata); chiamata garatun a Celle Ligure, tagiainettu a Genova, serretta a Voltri, taggianuìn a Lavagna, dente de can in Val Polcevera, denti de cuniggiu a Recco, spinassu sarvaegu a Cogorno, erba gaina a Porto Maurizio, peirin a Sanremo e Bordighera, sciappasassi a Sarzana. Si fa anche in insalata, come depurativo del sangue,  in Valle Argentina. Sapore: lievemente amaro.
- Raperonzolo, (lig. ranpunçu - Campanula rapunculus); chiamata rampunzi a Genova e a Recco, rampusci, rampunsci a Savona e Vado Ligure, ramponsu a Sella, rampunci a Bardineto, gramposci a Oneglia, Rramponseli a Sarzana, rampoixo a Porto Maurizio. Sapore: cruda è dolce, bollita è amara.
- Sanguisorba, Sanguisorba minor; chiamata pampinella a Nava, pimpignèla a Pigna, erba noce a Bordighera, pimpinella a Recco, Val Nervia e Valle Argentina. La sanguisorba è molto usata anche in insalata nella Valle Argentina, a Genova e a Recco. La radice è usata per scottature ed ustioni. Sapore: amaro, descritto come vagamente di anguria.
- Silene, Silene vulgaris; chiamata erba s-cioppettina a Genova, sci-puelli a Recco, ciucchetti in Val Polcevera, grissari a Bordighera, grussari a Dolceacqua, frisceti a Sarzana, battilingua a Ceriana, grassuelli a Campegli. Sapore dolce e delicato.
- Tarassaco, (lig. dente de can - Taraxacum officinale); chiamato piscialetto, insalata da porci, sciuscòn, testa da frate, lampionetti e radicion a Genova, piscianletto a Recco, barba du Signùu, ti-me-voe-ben, ti-me-voe-ma a Savona, dente de can a Mele, suscium, muccalume a Porto Maurizio, muso d'porch a Briga, lattusse a Levanto, rosorella da bosco, scaperui a Ventimiglia, capirui a Camporosso, capiran a Mentone. Sapore: amaro, descritto tipo radicchio.

Dato il tipo di consumo è importante lo stadio di sviluppo della pianta al momento della raccolta; infatti quasi tutte queste piante non sono più cucinabili allo stato adulto, e sono raccolte per il consumo quando la pianta è giovane, spesso quando ha appena formato con le foglie la "rosetta basale", cioè quando non è ancora costituito lo stelo florale o quando questo è ancora tenero.
Non tutte le piante sono usate assieme. Date le diverse caratteristiche organolettice di ciascuna, il complesso bilancio compositivo del  preboggion è legato alla ricerca di un equilibrio dei sapori, (o perlomeno il non eccessivo sbilancio), avendo presente che tutte hanno un loro aroma vegetale specifico: amaro (radicion), selvatico (gè), sapido-neutro (boraxe), saporito-dolce (talegua), piccante ecc. ed ovviamente condizionato dalla disponibilità delle piante, in funzione della stagione.

## Preparazione
Non esiste una preparazione vera e propria: è sufficiente pulire le erbe, lavarle e bollirle; quindi condirle e consumarle; ovvero utilizzarle come base per altri cibi.
Nella parte orientale della provincia di Genova (nello Spezzino il termine non è tradizionale) la ricetta di cottura è la seguente:
Ingredienti:
- 1 kg di erbe dimensionate secondo gusto o disponibilità: cicerbita, talegna, raperonzolo, dente di cane, pimpinella, borragine e bietole di prato
- 3 spicchi d'aglio
- 1 dl d'olio
- 1 dl di aceto di vino rosso
- 1 rametto di rosmarino
- 3 foglie di salvia
- 30 g di pane grattugiato bagnato col latte (in alternativa il parmigiano)
- 2 patate
- sale

Esecuzione:
Pestate l'aglio e salatelo, sbucciate le patate e tagliatele a pezzi.
Lessate le erbe e le patate.
A parte in una padella fate scaldare l'olio, aggiungete l'aceto, il battuto d'aglio, il rosmarino e la salvia, soffriggete q.b.
Fate scolare le erbe ed ancora calde versatele nel soffritto, aggiungete le patate, fate raffreddare.
Cospargete il pan grattato (meglio il formaggio).
Servite freddo.
La preparazione a Sori si limita a: bollitura delle erbe, scolatura; le stesse vengono poi insaporite facendole saltare in padella con olio e aglio, salando a piacere; si usano come contorno; per fare poi il ripieno dei "pansoti", si aggiunge qualche uovo e parmigiano per legare; i pansoti, che sono dei grossi cappelletti, si condiscono con una salsa fatta a freddo con noci, pane bagnato nel latte, aglio, olio, I ravioli nel piatto vengono spruzzati con una manata di parmigiano.

## Usi
L'uso più comune è come ottima base per minestroni di verdura.
La verdura così bollita è ottima con patate, anch'esse bollite, o usata come ingrediente per confezionare la tipica pasta (ripieno) dei pansoti.

## Derivazioni in altre lingue
In alcune famiglie italiane-americane che hanno la loro origine in Liguria o il Valtaro nella provincia di Parma, c'è un piatto chiamato "sprubejung" in inglese, che è un misto di verdure saltate ottimo con patate bollite. La parola "sprubejung" deriva probabilmente dalla parola "prebugiún".